# Beriózanski
Beriózanski - Берëзанский (rus) és un khútor del krai de Krasnodar, a Rússia. Es troba a la vora del riu Albaixí. És a 18 km a l'oest de Leningràdskaia i a 140 km al nord de Krasnodar.
Pertany al possiólok d'Oktiabrski.